# Hardt- und Schönbühlhof
Der Hardt- und Schönbühlhof, auch Hardt-Schönbühlhof, meist aber Hardthof und von den Ortsansässigen nur Hof genannt, ist ein zu Schwieberdingen und Markgröningen gehörender Weiler im baden-württembergischen Landkreis Ludwigsburg. Die am westlichen Markungsrand ihrer Muttergemeinden liegende Siedlung hat etwa 365 Einwohner.

## Geschichte

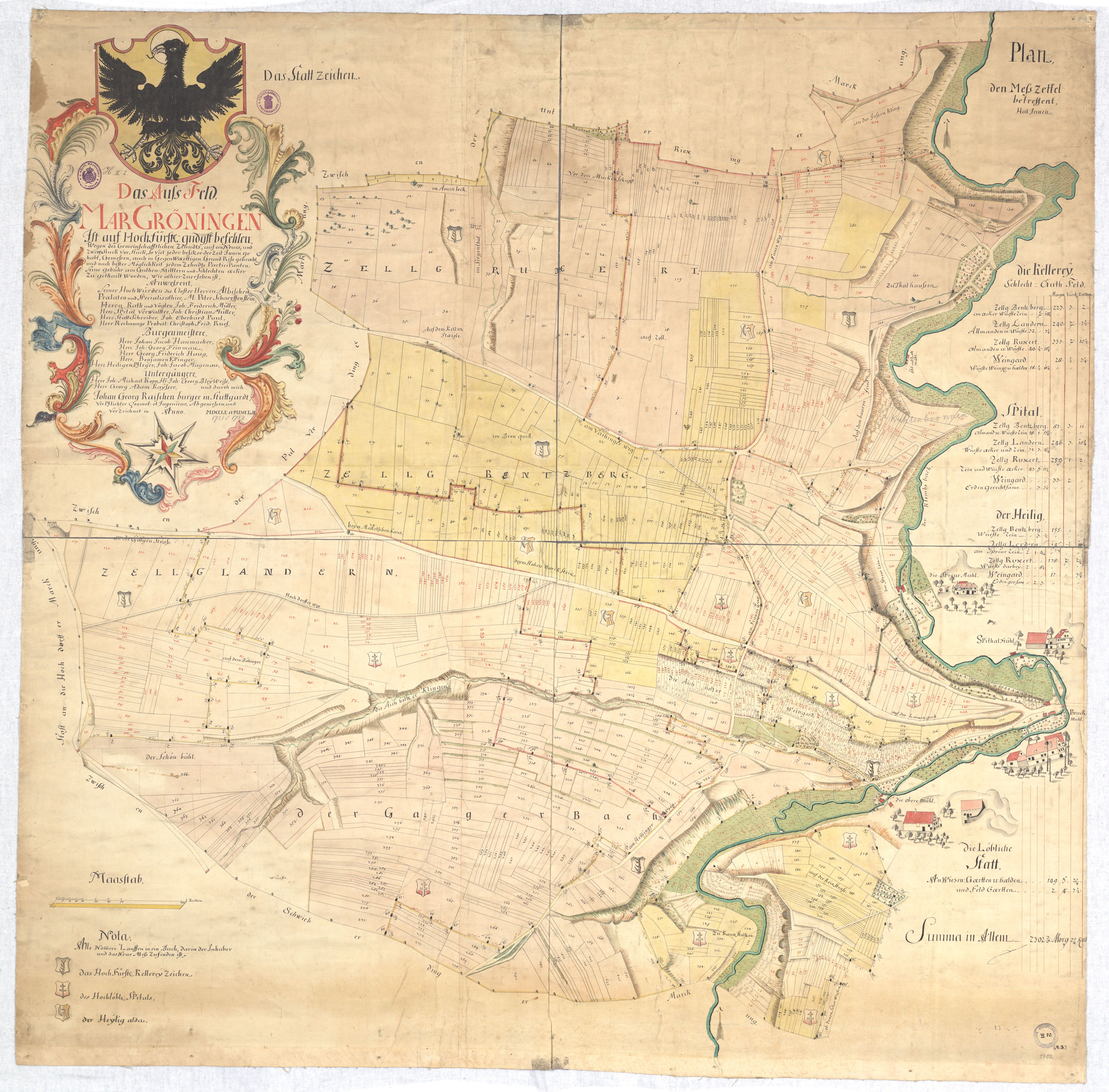
Aussfeld-Karte: 1751–52 zur Rekultivierung und Wiederbesiedlung erstellt – aufgeteilt unter den drei Lehnsherrschaften Württemberg, Heilig-Geist-Spital und Kirchenheiliger

### Ersatz für Wüstungen
1751 bis 1752 ließ das Amt Gröningen das seit dem Dreißigjährigen Krieg verwahrloste „Aussfeld“ westlich der Glems zur Rekultivierung und Wiederbesiedlung vermessen. Um die Bewirtschaftung der ortsfernen Flächen zu erleichtern, wollte man die abgegangenen Weiler Talhausen, Aichholz, Pulverdingen wiederbeleben.
Man wählte einen nach Süden versetzten und weiter vom Galgen des Gröninger Hochgerichts entfernten Standort, der zudem an der Fernstraße und an der Markungsgrenze von Markgröningen und Schwieberdingen gelegen war. Allerdings belegte man nicht, wie zu erwarten, den in der „MarGröninger Außfeldkarte“ als „Wüeste“ ausgesparten Bereich südlich des Schönbühls, der offenbar zuvor schon einmal besiedelt war, sondern blieb westlich davon.

### Verzweifelte Pioniere

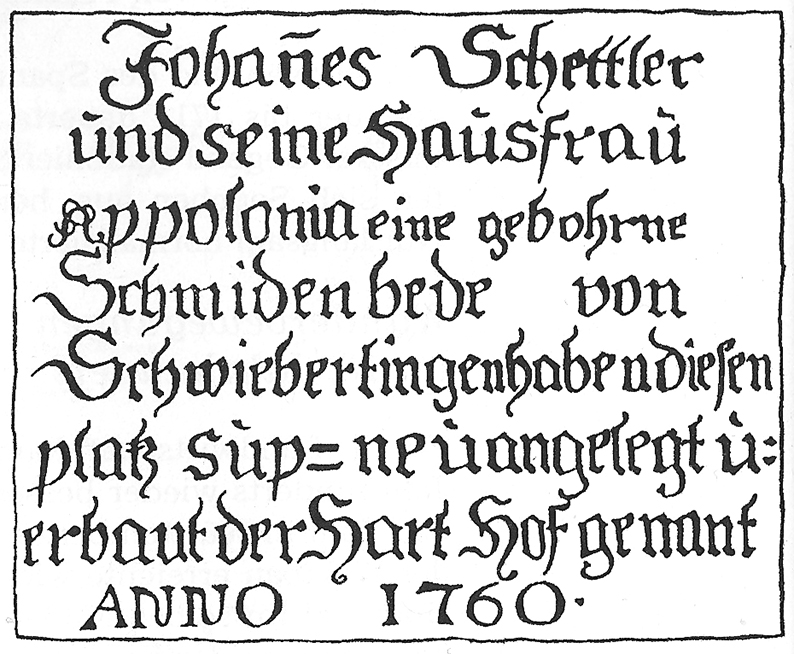
Gründungsinschrift der Familie Schettler

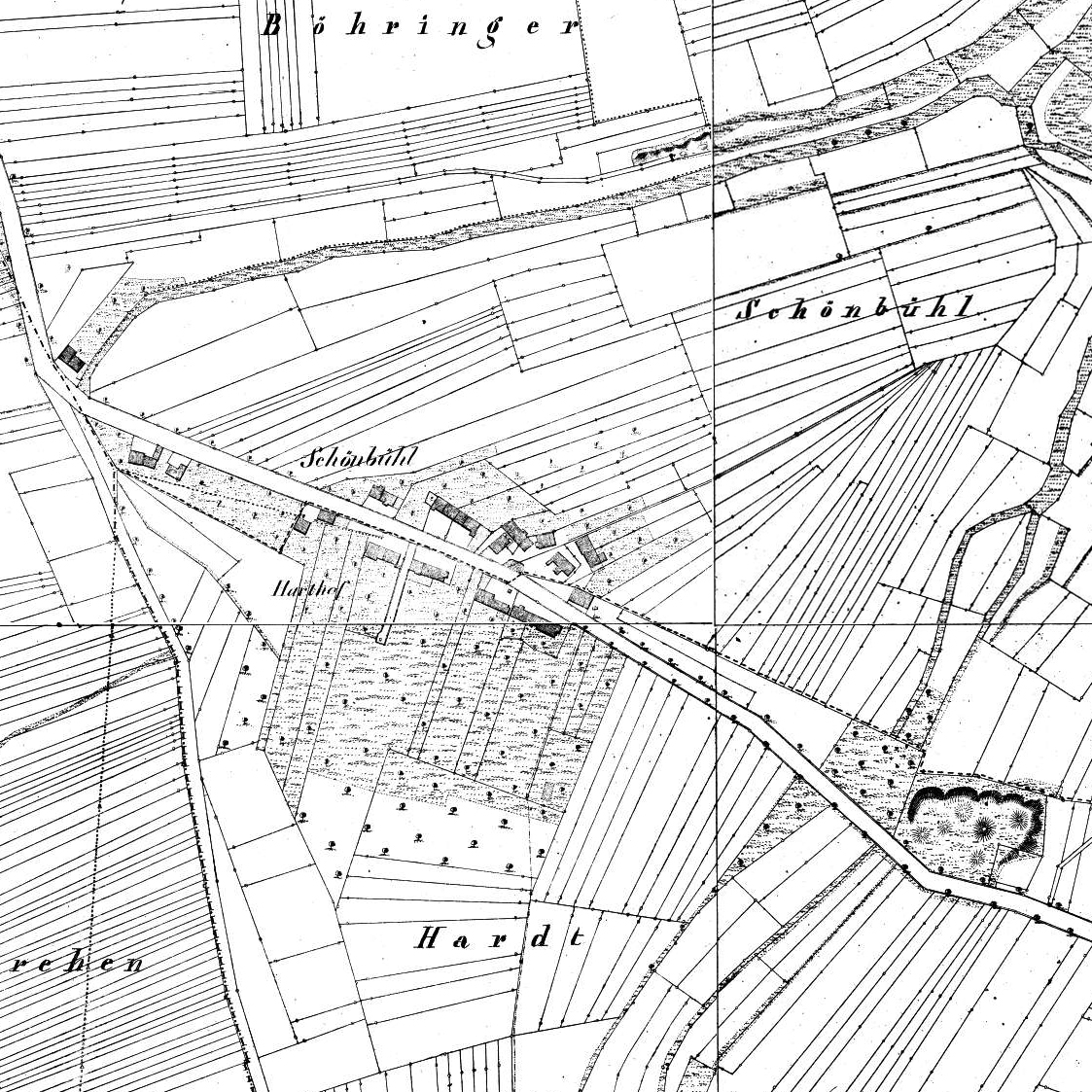
Schönbühl- und Hardthof 1831 auf der württembergischen Urflurkarte

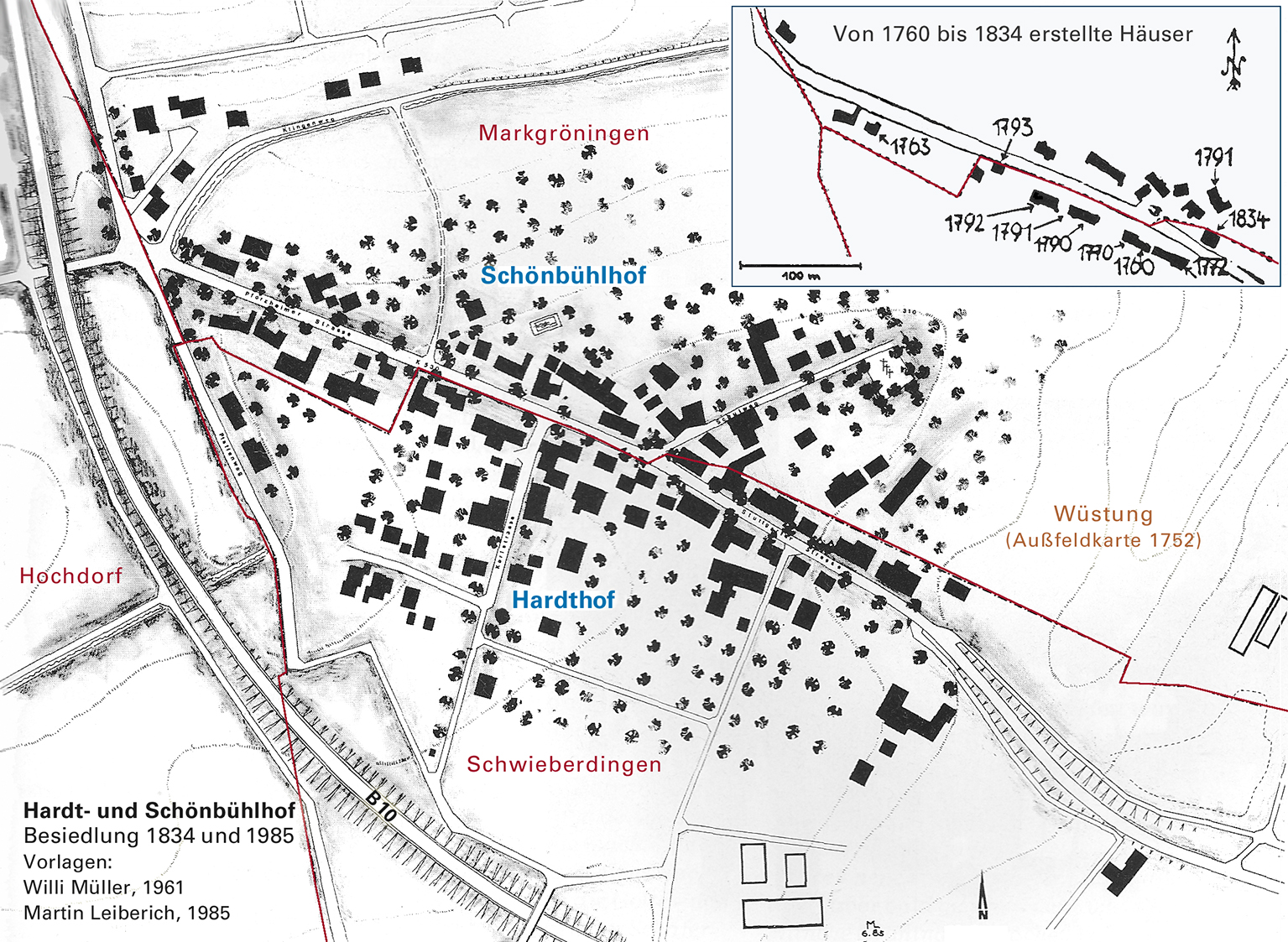
Häuserbestand 1834 und 1985

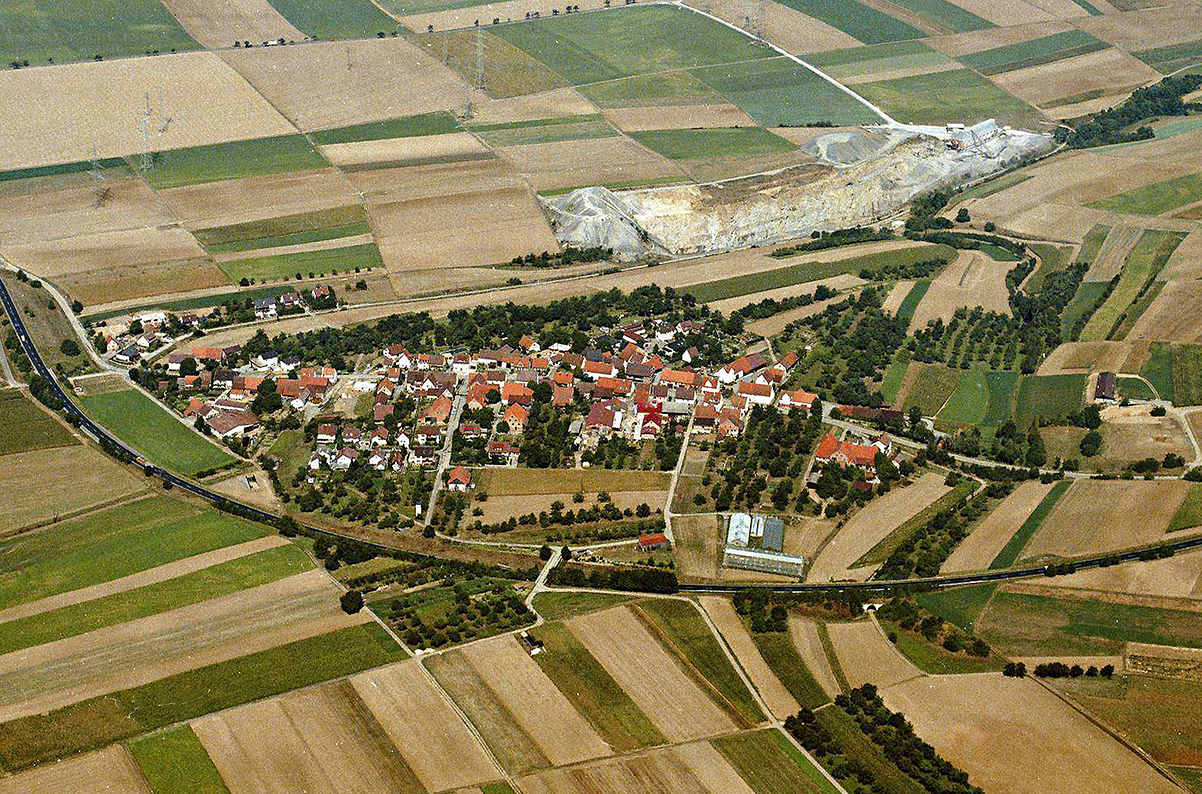
Luftbild von 1983 (Ausschnitt)

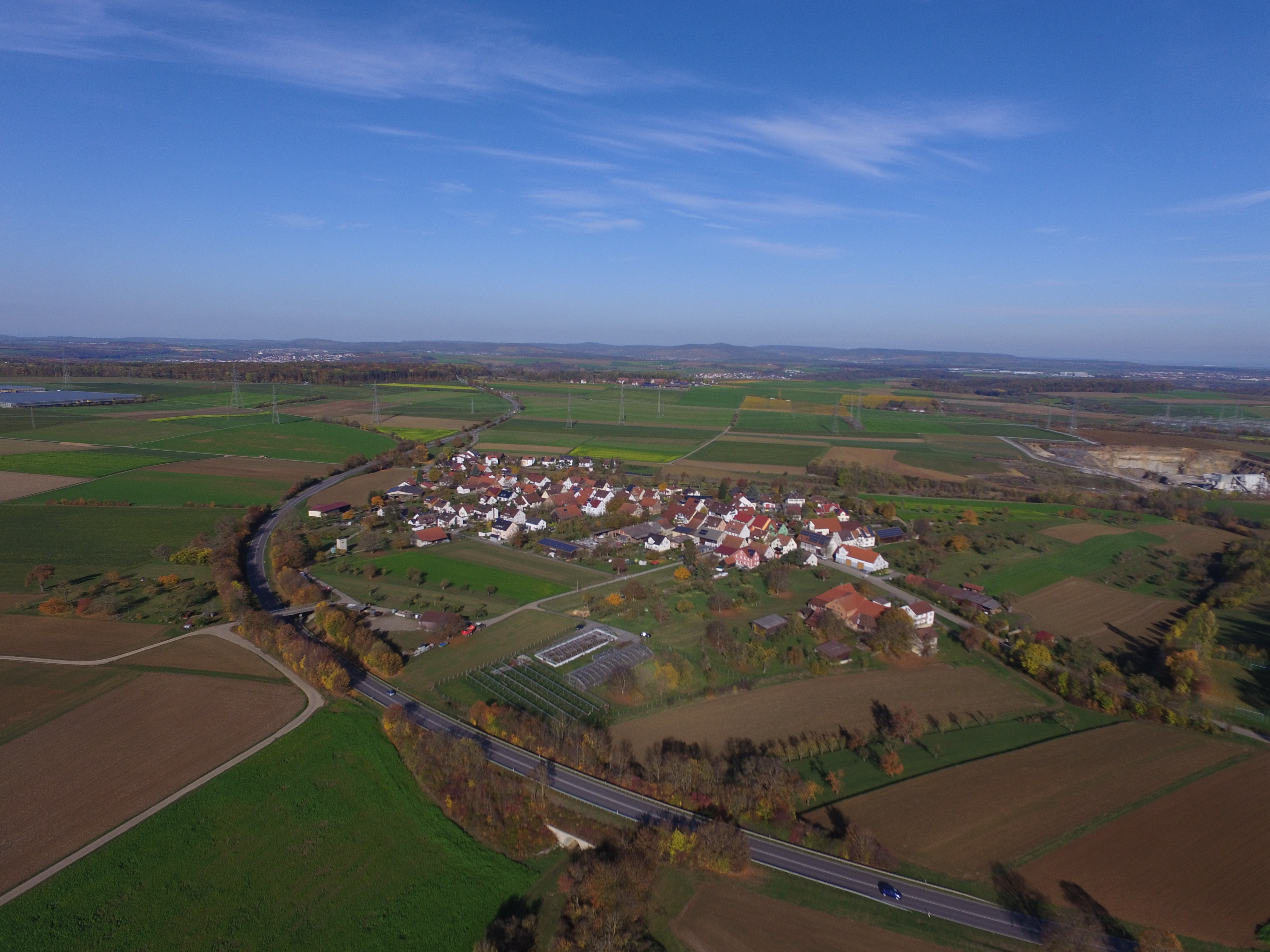
Luftbild von 2020

Im Jahr 1760 errichteten Johannes und Appolonia Schettler sowie Johann Georg und Sophia Beck aus Schwieberdingen die ersten beiden Höfe auf dem Schwieberdinger Gewann „Hardt“ (Appolonia und Sophia waren Schwestern). Allein auf sich gestellt hatten es die beiden Ehepaare mit sechs und acht Kindern anfangs offenbar sehr schwer. Die Bodenfruchtbarkeit ließ hier zu wünschen übrig, und die Fernstraße bot weniger Zusatzverdienst durch Spanndienste als erhofft. So klagte Schettler in Schwieberdingen, er wolle lieber sterben, als in solchem Elend mit seinem Weibe zu leben. Doch es gab kein Zurück.
Erst zehn Jahre später kamen drei Markgröninger Aussiedlerfamilien hinzu, darunter eine weitere Schwester Appolonias und Sophias (Barbara mit ihrem Mann Hans Jerg Löffler), die den Grundstein für den Schönbühlhof auf dem in der „Aussfeldkarte“ von 1752 als „Gewann Schönbühl“ ausgewiesenen Grund der Spitalstiftung legten. Benannt nach dem östlich angrenzenden „Schönbühl“, vermutlich einst ein keltischer Grabhügel. Der Name Schönbühlhof setzte sich im Volksmund allerdings nicht richtig durch. Auch in Markgröningen spricht man meist vom „Hardthof“, bis ins 20. Jahrhundert wurde er hier auch „Appeleshof“ genannt – nach der Mitgründerin mit dem auffälligen Vornamen Appolonia.

### Einwohnerentwicklung
| Jahr | Einwohner |
| ---- | --------- |
| 1760 | 18        |
| 1770 | 21        |
| 1872 | 122       |
| 1922 | 200       |
| 1960 | 245       |

| Jahr | Einwohner |
| ---- | --------- |
| 2000 | 300       |
| 2006 | 288       |
| 2010 | 330       |
| 2023 | 340       |
| 2024 | 364       |

Anfangs kam die Besiedlung nicht richtig in Schwung, weil sich weiterhin viele verarmte Familien, geworben insbesondere von englischen und preußischen Agenten, für die Auswanderung nach Amerika, Preußen oder Osteuropa entschieden. Auch einige „Höfer“ wanderten wieder ab. Zusätzliche Siedler kamen schließlich nicht nur von den Muttergemeinden, sondern auch von Tamm, Münchingen, Hemmingen und Hochdorf sowie von den außerhalb des Amtsbezirks gelegenen Gemeinden Eltingen und Heimerdingen.
Im einst beidseits der ehemaligen Römerstraße (später Bundesstraße 10) gelegenen Bauerndorf sind mittlerweile nur noch fünf Vollerwerbslandwirte übrig. Die meisten berufstätigen Einwohner sind Pendler. Heute umfährt die B 10 den kreuzungsfrei angebundenen Weiler im Westen.

## Verwaltung

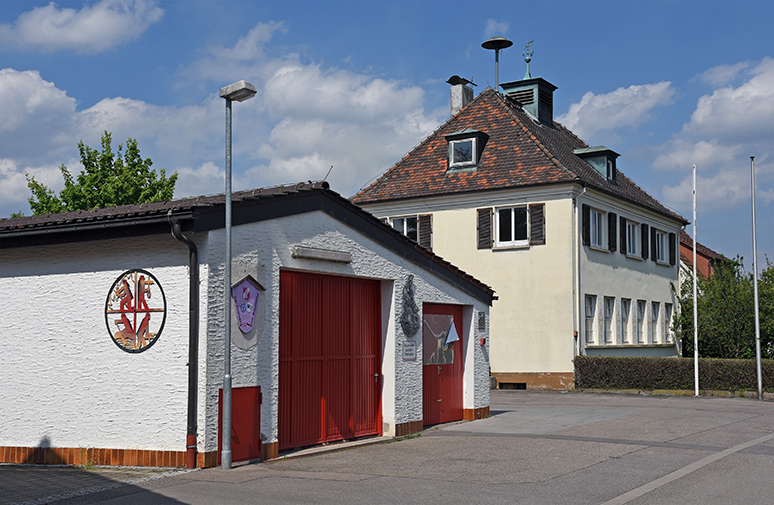
Feuerwehrhaus und ehemaliges Schulhaus

Die Interessen des Weilers gegenüber seinen beiden Muttergemeinden vertritt ein von den Höfern gewählter „Anwalt“. In früheren Gemeindeordnungen hatten die Anwälte einen kommunalrechtlichen Status: Sie mussten Versammlungen abhalten und waren im Gemeinderat vertreten. In der jetzt gültigen Gemeindeordnung gibt es offiziell keine Anwälte mehr. Auf dem Weiler Hardt- und Schönbühlhof wurde die Funktion jedoch außerhalb der Rechtsgrundlage beibehalten.
Die Wahl zum Anwalt erfolgt alle acht Jahre im Rahmen einer Bürgerversammlung.
|    | Name                   | gelebt                  | Amtszeit                |
| -- | ---------------------- | ----------------------- | ----------------------- |
| 1  | Haug, Jacob Bernard    | ??.??.1724 - 02.06.1783 | ca. 1775 - ca. 1783     |
| 2  | Schettler, Johannes    | 14.03.1722 - 16.03.1803 | ca. 1783 - 1790         |
| 3  | Haug, Georg Adam       | 23.09.1758 - 05.01.1815 | 1790 - 1794             |
| 4  | Mozer, Johann Valentin | 23.09.1762 - 09.10.1839 | 1794 - ca. 1818         |
| 5  | Beck, Johann Jakob     | 06.11.1782 - 06.01.1861 | ca. 1831 - ca. 1854     |
| 6  | Schweizer, Johannes    | 20.09.1802 - 31.03.1884 | ca. 1854 - ca. 1857     |
| 7  | Beck, Johannes         | 08.02.1818 - 30.11.1892 | ca. 1859 - ca. 1874     |
| 8  | Gutscher, Johann Georg | 03.05.1829 - 10.10.1910 | ca. 1874 - 1877         |
| 9  | Berner, Johann Georg   | 17.03.1822 - 30.08.1895 | 1877 - 1883             |
| 10 | Gutscher, Johann Georg | 04.01.1834 - 03.12.1907 | 1884 - 1907             |
| 11 | Wagner, Johann Ludwig  | 26.02.1865 - 15.10.1951 | 1907 - 31.03.1941       |
| 12 | Wagner, Gustav Adolf   | 25.12.1897 - 01.08.1982 | 01.04.1941 - 1945       |
| 13 | Gommel, Paul           | 01.01.1896 - 06.01.1979 | 1945 - 1966             |
| 14 | Wandel, Wilhelm        | 07.04.1905 - 23.05.1973 | 1966 - 1973             |
| 15 | Wagner, Adolf          | 16.05.1928 - 05.01.1991 | 1973 - 05.01.1991       |
| 16 | Nitz, Walter           | geb. 23.11.1944         | 20.03.1991 - 30.04.1999 |
| 17 | Beck, Helmut           | geb. 21.01.1956         | 01.05.1999 - 30.04.2023 |
| 18 | Brenner, Knut          | geb. 20.02.1963         | 01.05.2023 -            |

Im Jahr 2014 haben die Stadt Markgröningen und die Gemeinde Schwieberdingen den „Zweckverband Hardt- und Schönbühlhof“ mit Sitz in Markgröningen gegründet, der sich um die Belange der freiwilligen Feuerwehr des Weilers kümmert.

## Gemeindeleben
Die „höfische“ Identität wird insbesondere von der 1899 gegründeten und immer noch eigenständigen Freiwilligen Feuerwehr Hardt- und Schönbühlhof gepflegt. Ihre Mitglieder stellen alljährlich den Maibaum und organisieren das im Juni stattfindende „Hoffest“. Im 25-jährlichen Rhythmus feiern die „Höfer“ das Jubiläum der 1760 erfolgten Ortsgründung.
Zum monatlichen Gottesdienst kommen die evangelischen Pfarrer aus Markgröningen und nutzen dafür das Bürgerhaus. Beerdigt wird seit 1850 auf dem eigenen Kirchhof; seit dieser Zeit ist es auf dem Hof üblich, dass die Verstorbenen von Nachbarn bzw. nahen Bekannten oder Verwandten von ihrem Wohnort zum Friedhof getragen werden. Bestattet werden die Verstorbenen von dem jeweils, entsprechend ihrer Konfession, zuständigen Pfarrer der Muttergemeinde.
Seit der Gründung des Weilers war der Wunsch gegeben, die Kinder am Hof zu unterrichten. Allerdings konnte die Bürgerschaft des Hofes erst 1842 das ehemalige Gründerhaus Beck kaufen und stellte für den Schulunterricht auf eigene Kosten einen Provisor (Hilfslehrer) an. Ab 1860 war die Schülerzahl so stark angestiegen, dass ein staatlich angestellter Lehrer auf dem Hof den Unterricht abhielt. Ab 1966 wurde durch die Umsetzung des Schulentwicklungsplan I nur noch die Grundschule (Klasse 1–4) auf dem Hof unterrichtet, 1973 erlosch mit der Einführung des Schulentwicklungsplan III der Schulunterricht auf dem Hof.